# La Rossena
La Rossena és una muntanya de 588 metres que es troba al municipi de Talamanca, a la comarca catalana del Bages.
Al cim podem trobar-hi un vèrtex geodèsic (referència 284109001).